# Стародубський район
Стародубський район (рос. Стародубский район) — район Брянської області Російської Федерації. Адміністративний центр — Стародуб.

## Історія

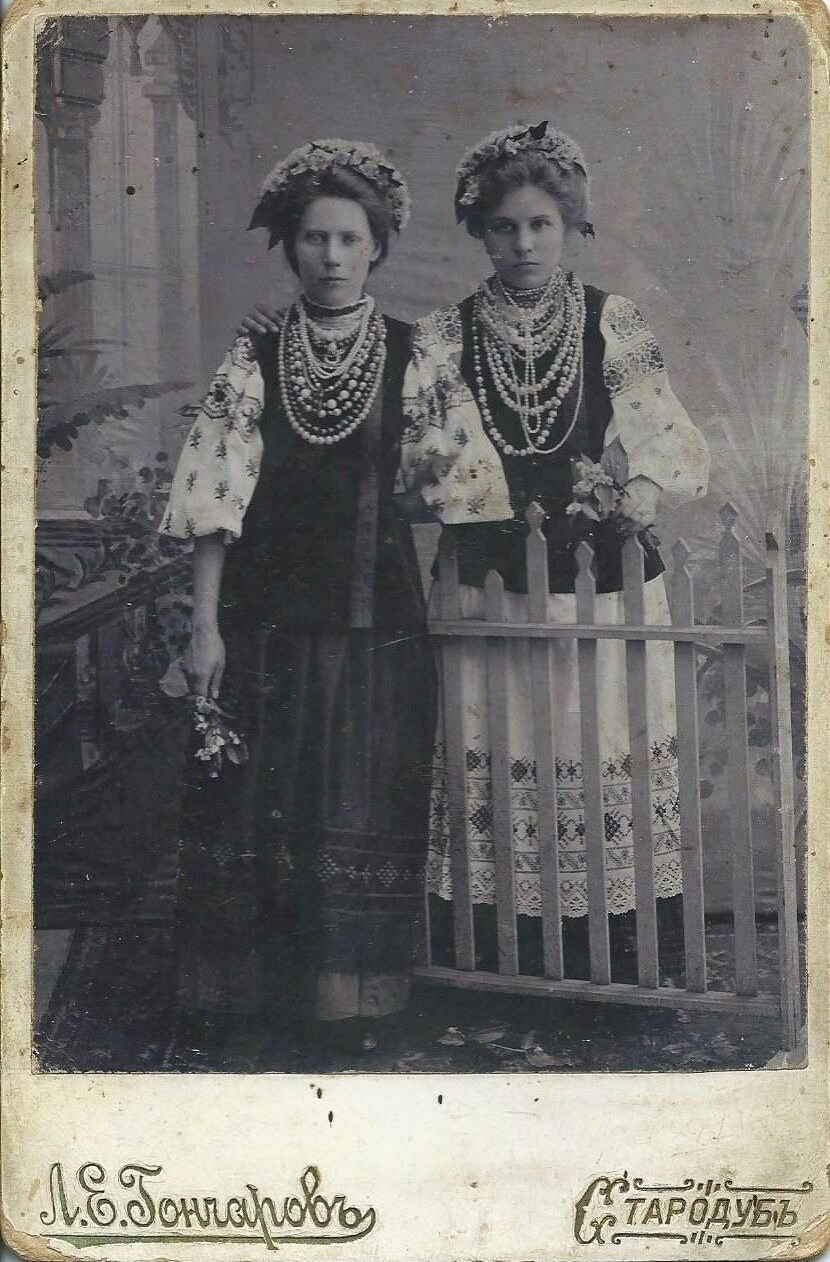
Українські жінки міста Стародуба, 1900-і роки

Історично Стародубщина входила до складу Чернігово-Сіверської землі. Наприкінці XII століття ця земля була підпорядкована Чернігову, вже маючи свій геральдичний знак із зображенням кряжистого дуба.
Пізніше тут було Стародубське удільне князівство, яке в 1522 році було ліквідоване. З 1663 на цих землях була територія Стародубського козацького полку, а Новгород-Сіверський був лише сотенним містом Стародубського полку. З другої половини XVII століття місто Стародуб стало одним з найбільших ринків для українських товарів, у місті відбувалися два щорічні ярмарки.
У 1917-1918 Стародуб належав до Української Народної Республіки (за законом 2—4 березня 1918 мав стати центром землі — Сіверщини) та Української Держави гетьмана Павла Скоропадського[джерело?]. 
1919 року Стародубський повіт було від'єднано від України до Росії і 1926 року включено до складу Брянської губернії.

## Адміністративний поділ
Район поділяється на 11 адміністративно-територіальних одиниць - сільські поселення, утворені внаслідок адміністративної реформи 2005 року:
- Воронокське сільське поселення;
- Гарцевське сільське поселення;
- Десятуховське сільське поселення;
- Занківське сільське поселення;
- Запольськохалієвіцьке сільське поселення;
- Кам'янське сільське поселення;
- Маленське сільське поселення;
- Мишковське сільське поселення;
- Мохоновське сільське поселення;
- Понуровське сільське поселення;
- Яцковицьке сільське поселення.